# A magyar katonai misszió híradási lehetőségei a vietnámi háborúban
A vietnámi háború alatt, 1973–1975-ben a Nemzetközi Ellenőrző és Felügyelő Bizottság (NEFB) kötelékében a magyar katonai misszió a híradást a körzetek és a saigoni központ között az e célra létesített Hot Line (forró vonal) távbeszélő állomásokon, részben az amerikai haderő automata telefonrendszerén keresztül biztosították. A rövidhullámú összeköttetést az ITT bonyolította le.
Ezen kívül a géptávírón és a saigoni hadsereg helyi telefonközpontján keresztül volt lehetőség a kapcsolat fenntartására a háború idején. A híradások 90%-át a troposzférikus relélánc szolgálta ki. A körzetparancsnokságok és a saigoni törzs saját nemzeti híradó-összeköttetéssel is rendelkezett. A rádióközpont helye Saigonban volt. 
| A rádióállomások elhelyezkedése a központtól |            |               |
| Központ                                      | Város neve | Távolság (km) |
| Saigon                                       | Can Tho    | 160           |
| Saigon                                       | My Tho     | 80            |
| Saigon                                       | Bien Hoa   | 40            |
| Saigon                                       | Phan Thiet | 420           |
| Saigon                                       | Da Nang    | 650           |
| Saigon                                       | Hue        | 750           |

A külügyminisztérium biztosította a Saigon és Budapest közötti összeköttetés fenntartását. A hírváltás 5 periódusban történt meg: kettő Saigon–Budapest, három pedig különböző nagykövetségek rádióállomásain keresztül. Ezek az alábbiak voltak: Delhi, Iszlámábád és Hanoi.